# Gerard Brooks
Gerard Brooks (* im 20. Jahrhundert) ist ein britischer Organist und Hochschullehrer.

## Leben
Gerard Brooks begann seine Ausbildung als Organist bei John Webster. Er erhielt ein Stipendium für das Lincoln College in Oxford. Er gewann den Stephen Arlen Memorial Award und studierte darauf bei Daniel Roth am Konservatorium Straßburg. Er ergänzte seine Studien bei Susi Jeans und Nicolas Kynaston. Er ist Mitglied des Royal College of Organists. Er wirkt als Organist an der Westminster Central Hall und lehrt als Professor für Orgel an der Royal Academy of Music. Orgelkonzerte führten ihn nach Schottland, Frankreich, Deutschland, Italien, Kanada und in die USA.

## Film
Brooks wirkte im Film The Genius of Cavaillé-Coll mit, welcher 2014 den BBC Music Magazine Award for Best Documentary gewann.

## Tondokumente
Brooks spielte zahlreich Tondokumente an Orgeln von Aristide Cavaillé-Coll ein, darunter die gesamten Orgelwerke von Eugène Gigout und Camille Saint-Saëns.